# Yemenitisk jødedom
Yemenitisk jødedom eller yemenitiske jøder refererer til jøder boende i Yemen eller jøder af yemenitisk oprindelse boende i andre lande. Jøder fandtes i Yemen inden islams ankomst til landet. I forbindelse med staten Israels dannelse emigrerede størstedelen af Yemens jøder til Israel ved en operation, som blev kaldt det flyvende tæppe. Mellem juni 1949 og september 1950 skete emigrationen af den jødiske befolkning ved hjælp af flyvemaskiner. Blot omkring 370-400 personer af jødisk herkomst er i dag tilbage i Yemen. Mange er ældre personer. Flertallet af yemenitiske jøder bosatte sig i Israel eller USA. I dag tæller antallet af yemenitiske jøder i Israel mere end 360.000 og 150.000 bor i USA. Gruppen taler hebraisk, arabisk og yemenitisk arabisk. Der eksisterer i dag tre grupper inden for den yemenitiske jødedom. Inden for hver af disse grupper findes flere opfattelser om hvorledes, yemenitisk tradition opfattes og omsættes i praksis, nemlig 
1. Baladi
2. Shami
3. Maimonister (efterfølgere til rabbineren Maimonides)

Yemenitiske jøder kendte til rabbinerne Saadia Gaon, Rashi, Kimhi, Nahmanides, Yehudah ha Levy og Isaac Arama. 

## Særkende
Yemenitiske jøder har en unik religiøs og kulturel tradition, som adskiller dem fra andre sefardiske jøder. Der foregår også en debat om hvorvidt, man nu skal klassificere yemenitiske jøder inden for den så kaldte Mizrahi (østlige) gruppe. Mizrahi grupper har i løbet af de seneste århundreder gennemgået en komplet eller delvis assimilering med sefardisk kultur og religiøs liturgi. Blandt andet udskiller de sig ved måden, man læser op fra Toraen i synagogen, idet man har andre melodier.

## Historie
En mundtlig overlevering har placeret den tidligste bosættelse af jøder i Yemen og den arabiske halvø til tiden under kong Salomon, det vil sige i 900-800-tallet f.Kr. En forklaring er, at kong Salomon sendte handelsmænd ad søvejen til Yemen for at lede efter guld og sølv, som kunne benyttes til at udsmykke Salomons tempel i Jerusalem. I 1881 skrev den franske vicekonsul tilbage til Frankrig, at han havde læst i en bog af den arabiske historiker Abu-Alfada, at jøderne i Yemen bosatte sig i området i år 1451 f.Kr. En anden overlevering placerer jødiske håndværkere i området på anmodning af Makeda, dronningen af Saba (Sheba). Beta Israel, de sorte jøder i naboregionen Etiopien, har en beslægtet legende om deres oprindelse, som regner dronningen af Saba som værende gift med kong Salomon. Dele af Yemen, Eritrea og Etiopien blev på denne tid styret af kongedømmet Saba, muligvis lå hovedstaden i selve Yemen.